# Alpini (alptrupper)
Alpini är den italienska arméns alptrupper. Huvuddelen av alptrupperna utgörs av alpjägare, en förbandstyp som grundades 1872 och därför anses vara världens äldsta bergstrupper. Till alptrupperna hör även bergsartilleriet och andra alpint specialiserade delar av andra truppslag. Gemensamt för alptrupperna är den särskilda huvudbonaden, en hatt med örnfjäder.

## Organisation
Under alptruppernas stab i Bolzano (Comando Truppe Alpine – COMALP) lyder två alpbrigader med tillsammans åtta alpjägarregementen av bataljonsstorlek. Med några undantag är alptrupperna stationernade i alpområdet. Sedan det kalla krigets slut har det egna landets försvar trätt i bakgrunden och bergstterrängen fungerar som förberedelse för internationella operationer i svår terräng och under extrema väderförhållanden.

### Förband

Alptruppernas organisation

- Alptruppernas stab  (i Bolzano)
- Stab för divisionen Tridentina (i Brixen)
- Alpint utbildningscentrum  (i Aosta)
- 4.  alpina fallskärmsjägarregementet  Monte Cervino (i Bolzano)
- 6.  alpjägarregrmentet  (i  San Candido)
- Alpjägarbrigaden Taurinense:
  -   2. alpjägarregementet  (i  Borgo San Dalmazzo)
  -  3. alpjägarregementet  (i Pinerolo)
  -  9. alpjägarregementet  (i l'Aquila)
  -   1. regementet  Nizza Cavalleria  (i Pinerolo)
  -  1. bergsartilleriregementet   (i Fossano)
  -  32. Ingenjörsregementet  (i Turin)

- Alpjägarbrigaden  Julia: 
  -  5. alpjägarregementet  (i Vipiteno)
  -  7. alpjägarregementet  (i Feltre)
  -  8. alpjägarregementet  (i Tarvisio)
  -  3. bergsartilleriregementet  (i Tolmezzo)
  -  2.  alpina ingenjörsregementet  (i Trento)

### Alptrupper lydande under andra högre förband
- 2. bergsartilleriregementet 
  - Garnison : Trento
  - Underställd : Artilleribrigaden  (i Portogruaro)
- 2.  signalregementet 
  - Garnison : Bolzano
  - Underställd : Signalbrigaden  (i Anzio)
- 24. manöverregementet  
  - Garnison : Merano
  - Underställd : Logistikbrigaden  (i Treviso)

## Uniformer

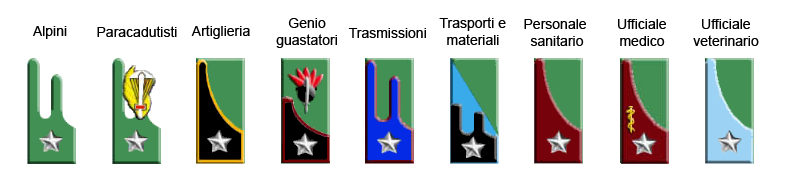
Alptruppernas kragspeglar
Från vänster till höger: Alpjägare, alpina fallskärmsjägare, bergsartilleri, alpina ingenjörstrupper, alpina signaltrupper, alpina trängtrupper, alpina sjukvårdstrupper, alpina fältläkare, alpina fältveterinärer.

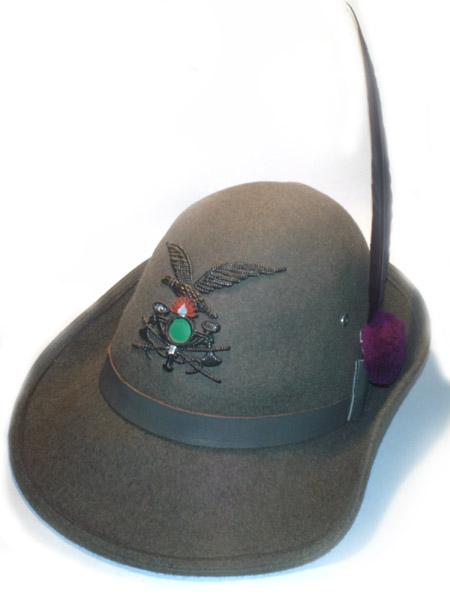
Alpjägarhatten är karaktäristisk för alptrupperna.
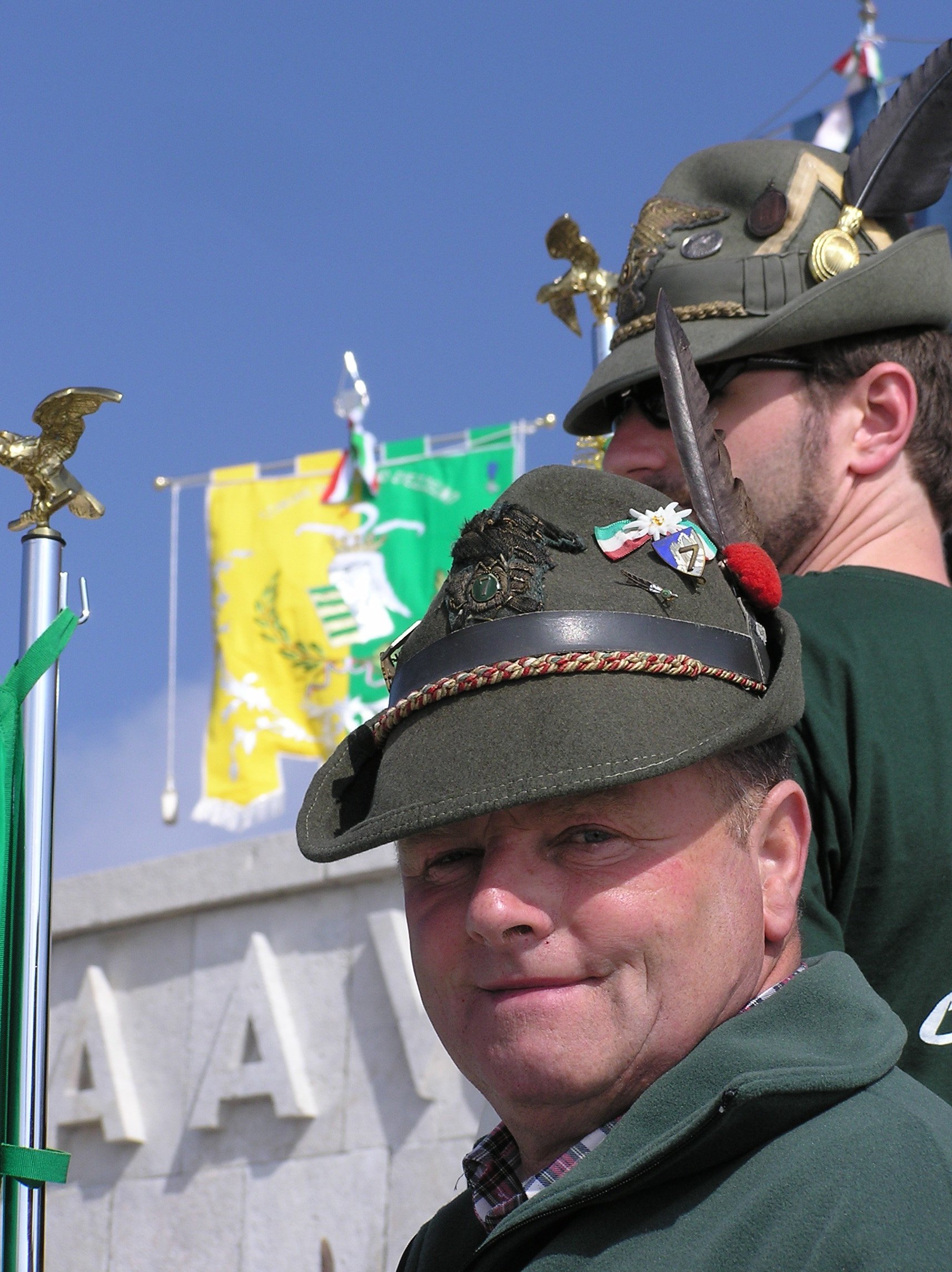
Kamratföreningens medlemmar bär alpjägarhatten även till civila kläder.